# 本質的全射
圏論において，関手 F: C → D が本質的全射（ほんしつてきぜんしゃ，英: essentially surjective あるいは dense）であるとは，D の任意の対象 d に対して，C のある対象 c が存在して，d と Fc が同型であることをいう．